# Яхненко Кіндрат Михайлович
Кіндрат Михайлович Яхненко (вересень 1790 — †15 лютого 1868) — підприємець, цукрозаводчик.

## Життєпис
Кіндрат Михайлович Яхненко народився 1783 року в містечку Смілі у сім'ї селянина-кріпака поміщика Самойлова. Згодом батько Михайло Яхненко викупив його і братів (Степана та Терентія) з кріпацтва.
У 1820-1830-их рр. разом з Ф. Симиренком орендував млини в Смілі та Умані, вів гуртову торгівлю хлібом і худобою.
На початку 1840-их рр. разом заснували фірму «Брати Яхненки і Симиренко», яка 1848 року поблизу села Млієва побудувала цукроварню (Ґородищенський пісково-рафінадний завод) і звели власний машинобудівний завод – перший в Україні. Виготовляли обладнання для себе та інших цукрозаводів. Як повідомляв головний рахівник машинобудівного заводу Потап Васильович Лось, завод одразу почав давати прибутки — 25 тисяч, а інколи і 50 тисяч на рік. Тут побудували перші на Дніпрі повністю металеві пароплави «Українець» та «Святослав». Від діяльності фірми мали достаток дуже багато людей. Тільки безпосередньо при заводі працювало до 4 тис осіб.
Згодом Яхненкам належали цукроварня у с. Руська Поляна та с. Ташлику, млини, пароплавами та будинками у Києві, Харкові, Одесі.
Ці підприємства у червні-липні 1859 року відвідав Тарас Шевченко.
Брати Яхненки ніколи не розривали зв'язки з народом, із якого вони вийшли, надавали допомогу бідним, робили пожертви на добродійні справи. Посушливого 1830 року за рахунок фірми впродовж кількох місяців брати Яхненки і Симиренко годували понад 10 тис. людей із Сміли, Городища та довколишніх сіл.
В ніч на 15 лютого 1868 року Кіндрат Михайлович Яхненко пішов з життя.